# ТУ7
ТУ7 (Тепловоз Узкоколейный, тип 7) — советский узкоколейный тепловоз для колеи 750—1067 мм.
Спроектирован в 1971—1972 годах на Камбарском машиностроительном заводе для замены устаревавших тепловозов ТУ4 и ТУ2. Построено 3375 экземпляров, из них несколько сотен было поставлено на экспорт в страны социалистического содружества и соц.ориентации.

## История создания
В начале 60-х годов появилась необходимость в тепловозе, способном занять нишу между ТУ4 и ТУ2.
Тепловоз ТУ4 имел мощность всего 230 л. с. и не справлялся с тяжёлыми составами. ТУ2 же был очень тяжёл — он весил 32 тонны с нагрузкой на ось 8 тонн, что было слишком много для большинства узкоколеек, так как на многих линиях применялось облегченное верхнее строение пути, а иногда и понтонные мосты.
В 1961 году на Камбарском машиностроительном заводе было выпущено два опытных образца тепловоза ТУ5. Тепловоз был максимально унифицирован с ТУ4, имел дизель 400 л. с. (1Д12-400), новую трёхступенчатую гидропередачу. Вес тепловоза вырос до 24 т, увеличилась сила тяги до 5,7 тс.
Эти опытные машины испытывались на УЖД Апшеронского леспромхоза. В результате, конструкция была признана успешной и с 1967 года было развернуто их серийное производство.
Но в процессе эксплуатации у новой машины выявились серьёзные недостатки, в частности, неудобная компоновка, низкая надежность гидропередачи. Примененная на ТУ5 гидропередача оказалась слишком капризной в эксплуатации. И в 1971-72 годах Камбарский машиностроительный завод спроектировал и построил новый тепловоз — ТУ7. Дизель остался таким же, как на ТУ5, а вместо неудачной трехступенчатой гидропередачи применена двухступенчатая гидропередача Калужского машиностроительного завода, хорошо зарекомендовавшая себя на различных путевых машинах широкой колеи. Для облегчения пуска дизеля при низкой температуре тепловоз оснащен предпусковым подогревателем.
В 1967 г. ВНИТИ были разработаны техническое задание и эскизный проект нового тепловоза с гидропередачей Калужского машиностроительного завода, получившего обозначение ТУ7. Локомотив проектировался в модификациях массой 20 и 24 т с дизелем мощностью в 300 и 400 л. с. По многим конструкторским решениям он повторял тепловозы ТУ5 и ТУ4.
На тепловозе ТУ7 предполагалось применить дизель 1Д12 Барнаульского завода транспортного машиностроения и новую гидропередачу УГП400-650 Калужского машиностроительного завода. Кроме того, заново был спроектирован кузов локомотива, ставший впоследствии унифицированным для всех тяговых единиц, выпускаемых на Камбарском машиностроительном заводе. Увеличение сцепного веса могло, согласно проекту, изменяться путём размещения балласта, а мощность — регулировкой дизеля. Кроме того, на тепловозе была поставлена новая система управления, в связи с чем стала возможна работа по системе многих единиц.
Камбарский завод построил два первых опытных образца массой 24 т и мощностью 400 л. с. в 1970 г. После заводских испытаний, тепловозы в 1971 и 1972 гг. были отправлены для специальных и эксплуатационных испытаний. Все специальные испытания (тяговые, теплотехнические, динамические, санитарно-гигиенические, испытания гидропередачи и гидротормоза, систем автоматики и приборов, главной рамы тепловоза) проводились на путях Шатурской УЖД, а эксплуатационные — на УЖД Апшеронского леспромхоза Краснодарлеса и Алапаевской УЖД Свердлеспрома.

## История эксплуатации и модернизаций

### Облегченный ТУ7
Несмотря на то, что ТУ7 имел нагрузку на ось всего 6 тонн, для многих узкоколеек он был все равно слишком тяжёл.
В связи с этим в 1974 году была создана модификация, на которой в полтора раза были уменьшены запасы топлива и масла, уменьшен балласт, поставлена облегченная гидропередача УГП400-201.
Это позволило снизить вес локомотива до 20 тонн, а нагрузку на ось, соответственно, до 5 тонн. Такая модернизация немного уменьшила силу тяги локомотива.
Данная модификация не получила своего наименования. С 1975 обе модификации («тяжелая» и «легкая») производились параллельно, со сквозной нумерацией.

### ТУ7Р
В 1978 году на базе ТУ7 был спроектирован несамоходый роторный снегоочиститель ТУ7Р. 

Мощность дизеля используется только на привод ротора, установленного в противоположном от кабины конце тепловоза. При этом дизель развернут на 180 градусов, отсутствует гидропередача. 

Тележки ТУ7Р унифицированы с тележками ТУ7, но не имеют осевых редукторов. 

Кабина управления же полностью сохранена, поэтому возможно управление толкающим снегоочиститель тепловозом из кабины снегоочистителя (если толкающий тепловоз — ТУ7).

### ТУ7М (ТГМ40)
В 1981 году был спроектирован тепловоз ТУ7М с увеличенной базой тележек, диаметром колесных пар, расширенной кабиной, увеличенной длиной и некоторыми другими конструктивными изменениями для работы на колее 1520 мм и 1067 мм для сахалинской жд. 

C 1982 года этот тепловоз выпускался серийно на Камбарском машиностроительном заводе под маркой ТГМ40. 

Это редчайший случай успешной переделки узкоколейного тепловоза под «нормальную» колею. 

В 1983 году этот тепловоз был удостоен Золотой медали Лейпцигской ярмарки.

### ТУ7А
В 1986 году была произведена очередная модернизация тепловоза.
Была изменена электрическая схема, увеличен статический прогиб рессорного подвешивания, применены фрикционные гасители колебаний взамен гидравлических. Модернизированный тепловоз получил обозначение ТУ7А. При этом нумерация тепловозов осталась сквозной.
В дальнейшем не модернизированные тепловозы не производились. Тепловозы ТУ7А выпускались как в «легкой», так и в «тяжелой» конфигурациях.
Из-за экономических трудностей, переживаемых страной, производство тепловозов прекратилось к концу 1996 года и возобновилось только в 2002 году — в основном для детских железных дорог. В 2014 году по заказу АУЖД был произведён тепловоз ТУ7А-3367 в новом кузове. Тепловоз ТУ7А производится малыми партиями и по сей день. По состоянию на 2021 год известно о постройке ТУ7А-3375 для ПО «Дальполиметалл».

### ТУ7Э, 2ТУ7, ТУ7ЭЛ
в 1976-77 и в 1991 годах были произведены на экспорт партии односекционных (ТУ7Э) и двухсекционных (2ТУ7) тепловозов для колеи 762—1430 мм, а также тепловозов с левосторонним управлением (ТУ7ЭЛ), которые были поставлены во Вьетнам, на Кубу, в Болгарию, Чехословакию, Гвинею.

### ТУ7С
В конце 1980-х — начале 1990-х годов Камбарский завод по заказу Министерства путей сообщения предпринял попытку разработать на базе тепловоза ТУ7 локомотив специально для детских железных дорог (ДЖД). Тепловоз должен был иметь двухкабинную компоновку с выходом из кабины не на открытую площадку, а через тамбур на обе стороны пути. Из-за этого компоновка агрегатов существенно отличалась от базовой модели. Проект получил обозначение ТУ7С. Из-за экономического кризиса реализация этого проекта оборвалась на стадии дизайн-проекта, выполненного в Свердловске.

### ТУ7А (ДЖД)
В 2008 году по заказу ОАО РЖД специально для ДЖД была разработана новая модификация.
На неё вместо дизеля 1Д12 поставили дизель ЯМЗ-238, а вместо гидропередачи УГП400-650 — автомобильную гидромеханическую автоматическую коробку передач ГМП 851-2, выпускаемую в Казани по лицензии фирмы «Фойт» (Voith).
Система управления на данной модификации существенно отличается от стандартной тепловозной. Вместо контроллера машиниста применён трёхпозиционный тумблер управления оборотами дизеля: «малые», «средние», «максимальные». Управление гидропередачей осуществляется кнопками «1-2-D-N-R», как на автобусах ЛиАЗ-5256.
Данные тепловозы строились параллельно с ТУ7А модификации 1986 года, со сквозной нумерацией и одинаковым обозначением. Однако проект оказался неудачным, и для ДЖД с 2010 года строится тепловоз ТУ10. Тем не менее, суммарно 20 тепловозов двух модификаций (1986г. и 2008г.) были поставлены до 2010 года на некоторые ДЖД, последний (ТУ7А-3362) — на ДЖД в Иркутск.

## Устройство тепловоза ТУ7

### Общая конструкция
Внешне локомотив напоминает трактор. Силовая установка расположена на раме сварной конструкции, которая опирается на две двухосные тележки с центральными шкворнями посредством четырех скользящих опор с резиновыми амортизаторами и текстолитовыми скользунами. Принятая конструкция и расположение опор обеспечивают плавный ход тепловоза на прямых и хорошие динамические качества в кривых участках пути. К концевым частям рамы крепятся путеочистители. В стяжные ящики установлены сцепные приборы — буферная сцепка или, по согласованию с заказчиком, — автосцепка. Кузов тепловоза, включающий капот и кабину, обеспечивает удобный подход к силовым механизмам и оборудованию и предохраняет их от воздействия атмосферных осадков и пыли. Передняя часть капота имеет съемную крышку для выемки дизеля. В задней части капота установлен съёмный топливный бак, верхняя часть которого является продолжением крышки капота. Для снижения шума и вибраций капот установлен на раму на шести резиновых амортизаторах.
На тепловозе установлены прожекторы, буферные фонари, звуковые сигналы большой и малой громкости. Для составителей и сцепщиков оборудованы торцевые площадки с удобными ступеньками и поручнями.

### Двигатель и привод
На тепловозе установлены быстроходный двенадцатицилиндровый четырехтактный дизельный двигатель 1Д12-400 с V-образным расположением цилиндров и двухтрансформаторная гидропередача УГП-400\201.
Охлаждающее устройство (холодильник) обеспечивает надежное охлаждение воды и масла дизеля и гидропередачи в любых климатических условиях. Расположение секций — фронтальное, однорядное, вертикальное. Автоматическое управление вентилятором и створками жалюзи позволяет поддерживать температуру воды и масла в оптимальных пределах. Для дублирования системы автоматики предусмотрено дистанционное электропневматическое управление жалюзи и вентилятором с пультов управления. Для защиты дизеля от перегрева охлаждающее устройство оборудовано термореле, которые автоматически снимают нагрузку с дизеля при превышении температуры охлаждающих жидкостей. 

Для подогрева дизеля при пуске в зимнее время на тепловозе ТУ7 имеется предпусковой подогреватель.

### Экипажная часть
Тележки тепловоза ТУ7 унифицированы с тележками тепловозов ТУ4, ТУ5, ТУ6А. Рама тележки сварная с литыми челюстями, на сварных боковинах имеются устройства для установки четырех опор рамы тепловоза. Вращающий момент на оси тележки передается осевыми редукторами, установленными на каждой оси. На раме имеются ограничители поворота тележки для предотвращения поломки карданных валов. Буксы колесных пар с роликовыми подшипниками. Специальные осевые упоры букс, предназначены для смягчения боковых ударов колес о рельсы, позволяют тепловозу плавно вписываться в кривые участки пути и уменьшают его воздействие на путь. Карданные валы и осевые редукторы защищены от возможного падения на путь предохранительными скобами, укрепленными на тележках.

### Тормозная система
Тепловоз ТУ7 оборудован автоматическим тормозом для торможения состава, прямодействующим локомотивным тормозом для торможения тепловоза и ручным тормозом, действующим на колесные пары задней тележки.
Кроме того, возможно оборудование локомотива гидравлическим тормозом, поглощающим (в зависимости от модификации) 300 либо 600 л.с., служащим для уменьшения износа тормозных колодок и колесных пар.

### Система управления и кабина
В кабине машиниста по диагонали расположены два идентичных пульта управления и удобные мягкие сидения, регулируемые по высоте. Конструкция сидений позволяет перемещать их вдоль кабины. Благодаря широкому применению противошумной изоляции, резиновых амортизаторов и специального глушителя шум и вибрации в кабине машиниста тепловоза ТУ7 незначительны и не превышают установленных санитарно-гигиеническими нормами. Для обогрева кабины в зимнее время установлен специальный отопитель. Большие окна, расположенные со всех сторон кабины, обеспечивают хорошую видимость, что особенно важно при работе на территории промышленных предприятий.